# Banca din Vadul-Rașcov
Banca din Vadul-Rașcov este o clădire amplasată în Vadul-Rașcov, raionul Șoldănești, Republica Moldova. Este un monument arhitectural de importanță națională inclus în Registrul monumentelor Republicii Moldova ocrotite de stat cu nr. 2994 (raionul Șoldănești). Datează de la înc. sec. XX.